# Martin Garrix
Martin Garrix, artiestennaam van Martijn Gerard Garritsen (Amstelveen, 14 mei 1996), is een Nederlandse diskjockey en muziekproducent. Garritsen tekende in 2012 een platencontract bij Spinnin' Records en verwierf in 2013 internationale bekendheid met de single Animals. Als dj heeft hij inmiddels op verschillende grote festivals opgetreden, waaronder Coachella, Ultra Music Festival en Tomorrowland. Als producer werkte hij samen met artiesten als Avicii, David Guetta, Bebe Rexha, Dua Lipa, Troye Sivan, Bono en The Edge. In 2016 richtte hij het platenlabel Stmpd Rcrds op, maanden na het verlaten van Spinnin' Records en voordat hij tekende bij Sony Music.
In 2016, 2017, 2018, 2022 en 2024 stond hij op nummer 1 in de top 100-dj-lijst van DJ Magazine.

## Carrière
Garritsen begon op zijn elfde te draaien als dj Marty voor familie en vrienden op kleine feestjes. Garritsen deed vwo aan het Keizer Karel College in Amstelveen, maar is na vier jaar overgestapt naar de Herman Brood Academie waar hij een mbo-diploma artiest popmuziek haalde. Op zijn zestiende tekende hij bij het Nederlandse label Spinnin' Records waarna men een profiel begon te bouwen achter Martin Garrix met zijn eerste plaat, gevolgd door 'BFAM', uitgebracht samen met Julian Jordan, die ook aangesloten was bij Spinnin' Records.

### 2012: begin carrière

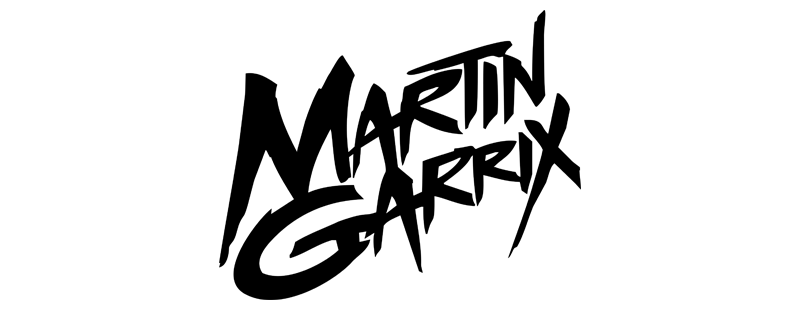
Martin Garrix' logo, 2012–2015

Garrix werd ontdekt door Tiësto, die hij beschreef als inspirerend, nederig en legendarisch.
In 2012 won Garrix de SLAM!FM DJ Talent of the Year Award. In 2012 maakte hij ook een remix van 'Your Body' van Christina Aguilera, dat als 'Your Body (Martin Garrix Remix)' op de luxe versie van het album Lotus van Christina Aguilera staat. In 2013 volgde 'Torrent' met Sidney Samson op het label Musical Freedom.

### 2013-2014: doorbraak en 'Animals'

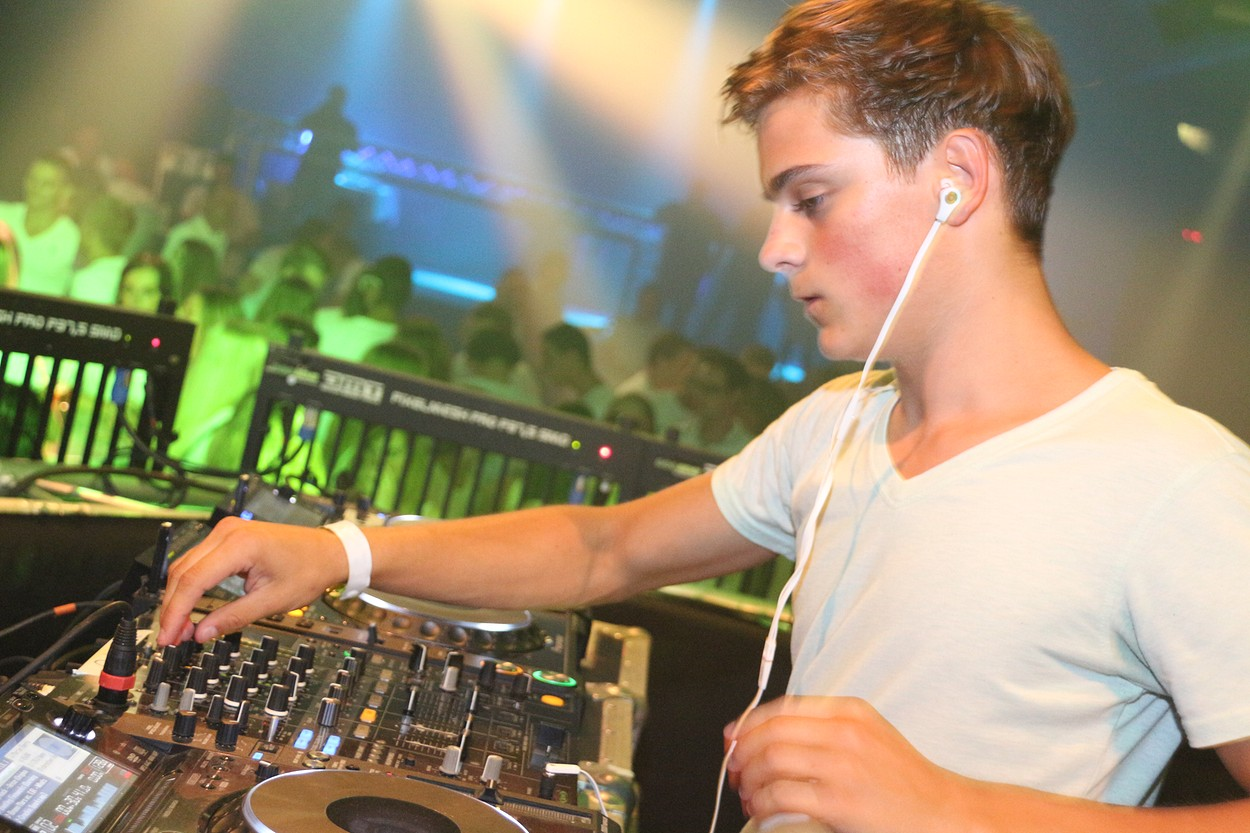
Martin Garrix tijdens Midsummer White

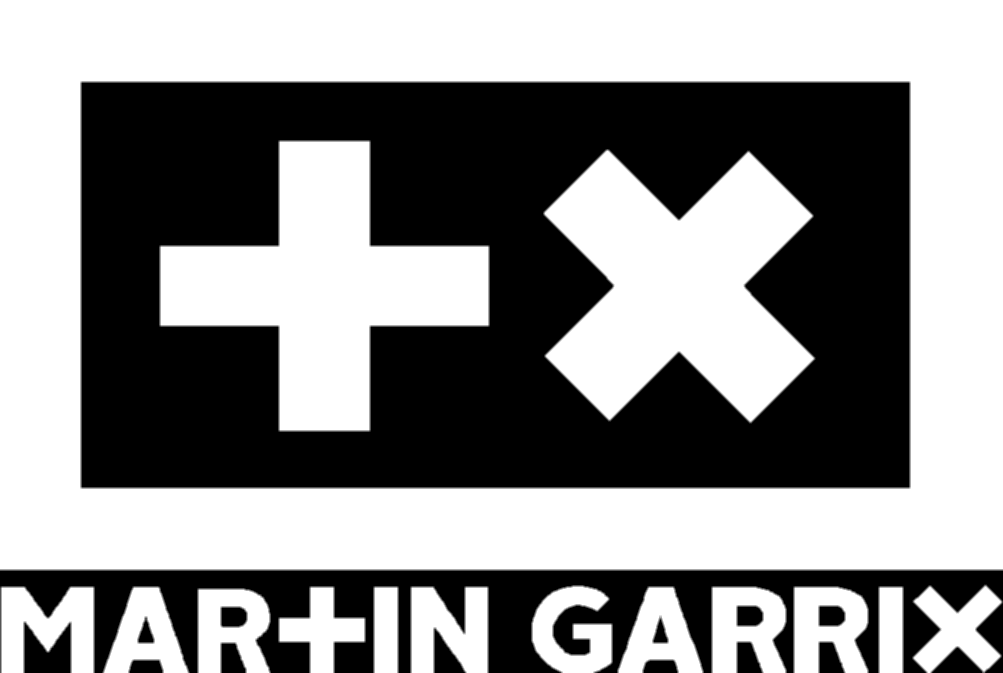
Garrix's "+×" logo sinds 2015

Garrix won aan naam en faam door zijn eigen solo-uitgave 'Animals'. Het nummer verscheen op 19 juni 2013 bij Spinnin' Records en werd een hit in een groot aantal landen. Het nummer staat ook op Hardwells album Hardwell presents 'Revealed Volume 4'. Op 17 november 2013 kwam 'Animals' binnen op nummer 1 in de Britse hitparade, waarmee Garrix de jongste Nederlander werd die ooit op 1 in het Verenigd Koninkrijk heeft gestaan. Garrix ontving in maart 2014 een platina plaat in de Verenigde Staten voor het nummer 'Animals'. In november tekende hij een deal met het label Scooter Braun Projects (later School Boy Records) van Scooter Braun. In december 2013 bracht Garrix samen met Jay Hardway het nummer 'Wizard' uit. Dit werd een succes in onder andere Vlaanderen en Nederland waar het plaats 6 en 17 in de hitlijsten haalde. In 2014 werd het nummer 'Proxy' uitgebracht als gratis download op SoundCloud voor zijn fans als een cadeau voor zijn succesvolle jaar (2013). Daarna heeft hij nog een nummer uitgebracht in samenwerking met MOTi genaamd 'Virus (How About Now)' en later dat jaar in samenwerking met Afrojack bracht hij 'Turn up the Speakers' uit. Deze nummers speelde hij beide voor het eerst op het Ultra Music Festival in Miami. Martin Garrix studeerde in 2014 af aan de Herman Brood Academie.

### 2015-2018: voortzetting carrière, vertrek bij Spinnin' Records en eigen label

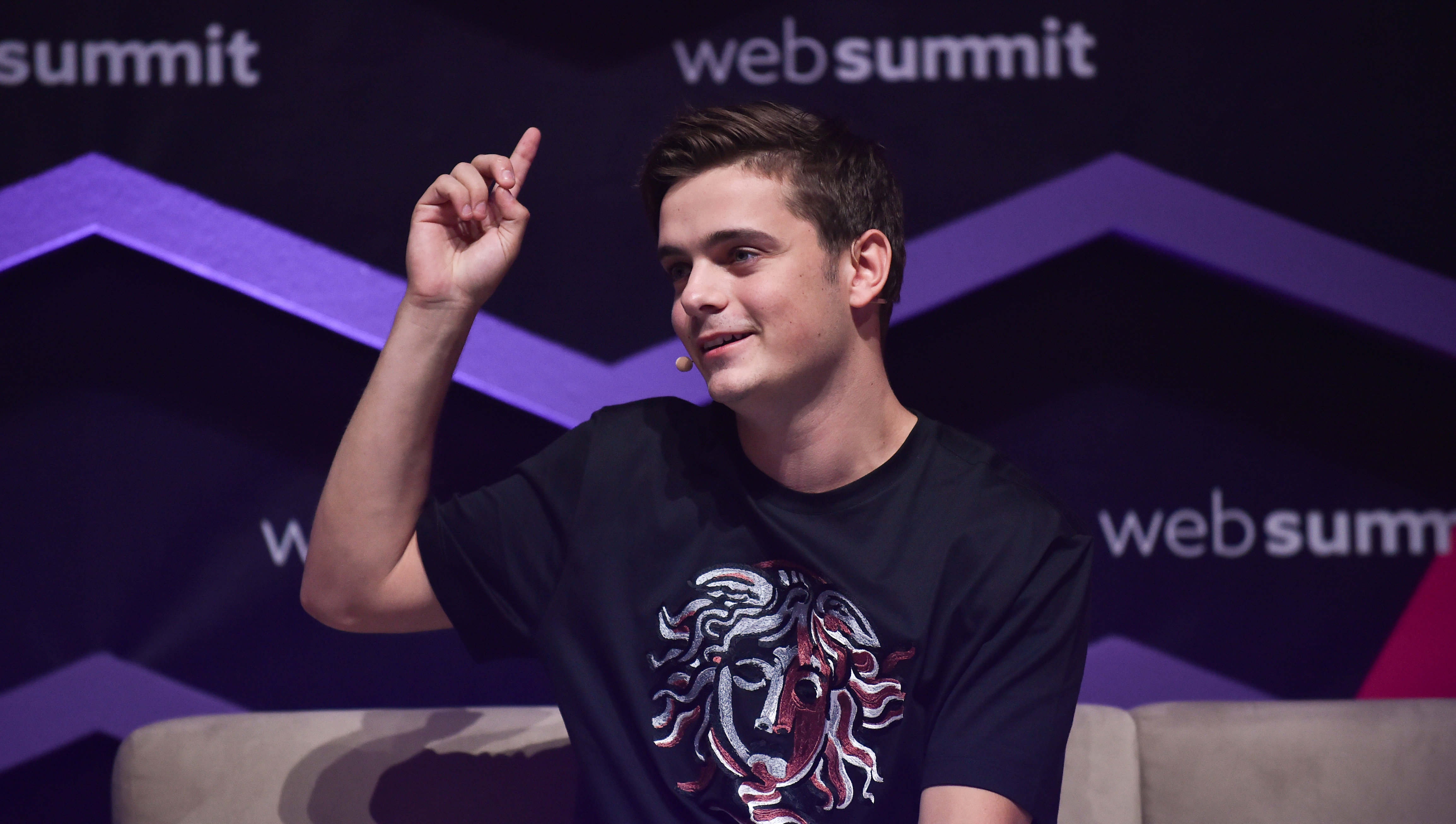
Martin Garrix tijdens Web Summit 2017.

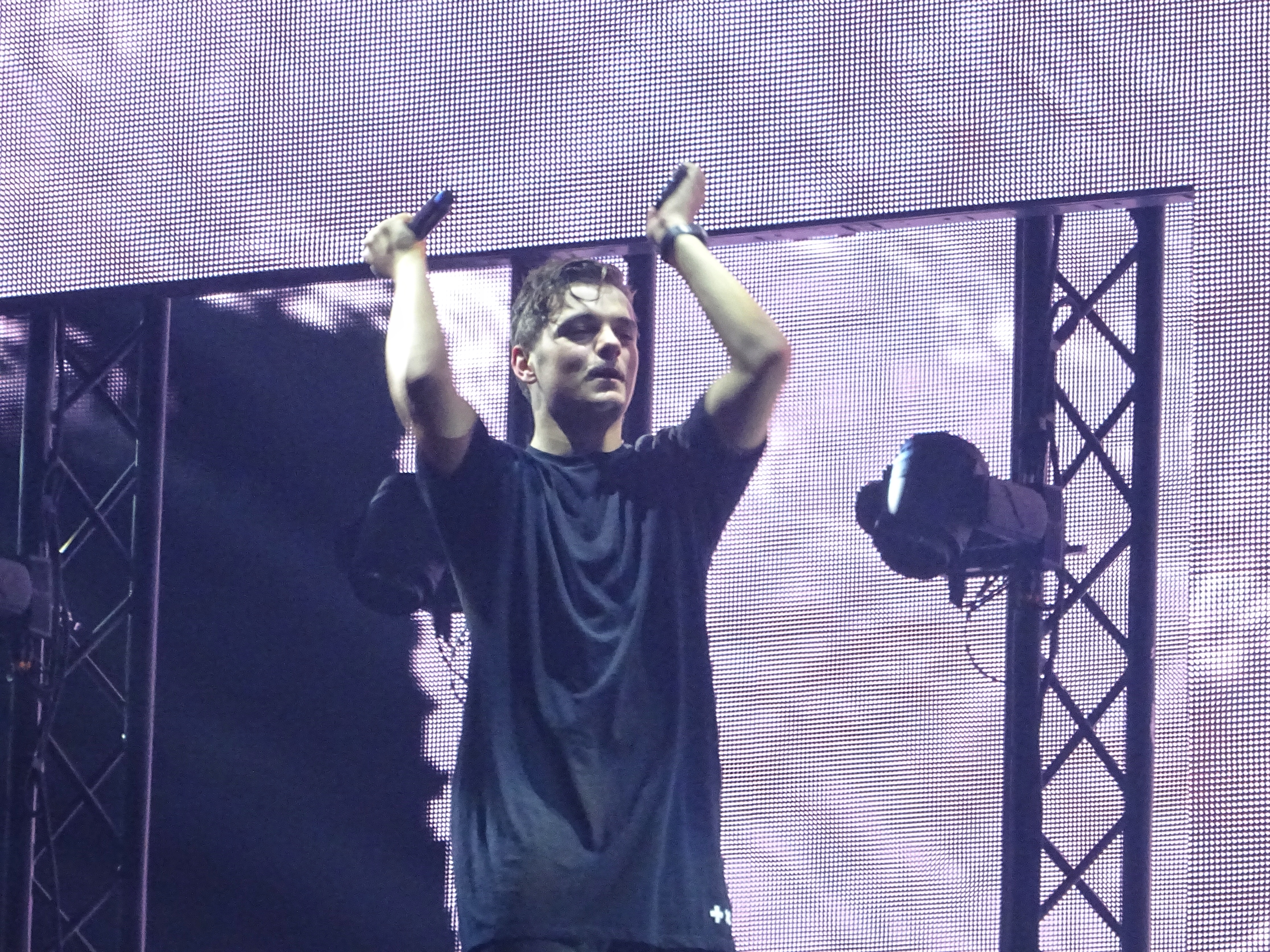
Garrix bij World Club Dome Winter Edition 2017.

Bij de DJ Magazine-verkiezing van 2014 steeg Garrix van de 40e plaats naar de 4e plaats. In 2015 steeg hij naar de 3e plaats, waarmee hij de jongste dj ooit in de geschiedenis van deze lijst is die een plek in de top vijf heeft bereikt. Begin 2015 bracht Garrix het nummer 'Forbidden Voices' uit als gratis download, samen met een nieuw logo. In maart dat jaar werkte hij samen met RnB-zanger Usher aan het nummer 'Don't Look Down'. In mei 2015 werd Garrix' lang gekoesterde droom waarheid toen hij met Tiësto samenwerkte aan het nummer 'The Only Way Is Up'. Op 22 mei 2015 bracht Avicii het nummer 'Waiting for Love' uit waar Garrix de co-producer van was. Op 13 juni 2015 werd in samenwerking met artiestenduo Matisse & Sadko 'Break Through The Silence' uitgebracht. Op 6 juli 2015 volgde het nummer 'Dragon', in samenwerking met hetzelfde Russische duo.
In augustus 2015 werd bekend dat Garrix bij zijn platenlabel Spinnin' Records en zijn management Music AllStars zou vertrekken vanwege geruzie om auteursrechten. Op 16 oktober 2015 drong Garrix door tot de top 3 van de DJ MAG-lijst. Bij de uitreiking van de MTV Europe Music Awards won hij de prijs voor Best Electronic Act. Eerder mocht hij samen met Charli XCX de prijs voor Best Collaboration uitreiken aan Justin Bieber, Skrillex en Diplo. Op 4 maart 2016 maakte Garrix bekend dat hij een samenwerking aanging met John Martin met 'Now That I've Found You'. Hij kondigde tegelijkertijd aan dat zijn eigen label STMPD RCRDS zal gaan heten. 'Now That I've Found You' is uitgekomen op 11 maart 2016 en is de eerste track op het nieuwe label van Garrix.
Om mensen te bedanken voor de enorme support bracht hij in week 42 van 2016 elke dag één track uit. Ook kreeg hij in dezelfde week de eerste plek in de DJ Magazine Top 100. In 2016 scoorde Martin Garrix opnieuw een hit samen met Bebe Rexha, genaamd 'In the Name of Love'. Om zijn muziek te maken maakt Garrix gebruik van het softwarepakket FL Studio.
Op 16 mei 2017 werd bekend dat hij met zijn 21 jaar de jongste Nederlander in de lijst van de Quote-top 100 is. Hij pakt hiermee de 39e plek op de lijst van 'jonge miljonairs'. Zijn vermogen wordt geschat op 14 miljoen euro. Op 22 oktober 2017 werd Garrix voor de tweede maal op rij verkozen tot de populairste dj ter wereld. In februari 2018 sloot Garrix de Olympische Winterspelen 2018 af.
In 2021 werkte hij samen met de Ierse band U2 aan het officiële nummer voor het Europees kampioenschap voetbal 2020. Dat toernooi werd vanwege de coronapandemie een jaar uitgesteld en pas in 2021 gespeeld. De productie van de twee artiesten kreeg de naam 'We Are the People' en behaalde in Nederland de tweede plaats in de Top 40. De single stond uiteindelijk zeventien weken in de Nederlandse hitlijst. De Nederlandse dj draaide het nummer virtueel tijdens zowel de openingsceremonie in Rome, als tijdens de sluitingsceremonie van het toernooi in Londen.
Op oudejaarsavond 2023 speelde Garritsen op de top van de Erasmusbrug een set tijdens de Nationale Vuurwerkshow in Rotterdam. De set was, vanwege boekingen elders op de wereld, eerder opgenomen en werd tijdens de jaarwisseling geschakeld met live beelden rond de Erasmusbrug. Het vuurwerk werd afgestoken op maat van de muziek van de dj.

## DJ Mag Top 100
Vrijwel elk jaar wordt op het Amsterdam Music Festival tijdens Amsterdam Dance Event de prijs voor de populairste dj van het jaar uitgereikt door het Britse tijdschrift DJ Magazine. In 2016 was Garrix de jongste dj ooit die deze prijs in ontvangst mocht nemen. In 2017 en 2018 wist hij de nummer 1-positie te behouden. In 2018 was het voor de 13e keer dat een Nederlander deze prijs won. In 2022 werd hij opnieuw verkozen tot populairste dj van het jaar. In 2023 zakte hij naar de derde plaats. In 2024 nam hij de eerste plaats weer over van David Guetta.
| Jaar   | 2013 | 2014 | 2015 | 2016 | 2017 | 2018 | 2019 | 2020 | 2021 | 2022 | 2023 | 2024 |
| ------ | ---- | ---- | ---- | ---- | ---- | ---- | ---- | ---- | ---- | ---- | ---- | ---- |
| Plaats | 40   | 4    | 3    | 1    | 1    | 1    | 2    | 3    | 2    | 1    | 3    | 1    |

## Hitnoteringen

### Singles
| Single                                                           | Verschijnen | Album                                | Hitlijsten | Hitlijsten | Hitlijsten | Hitlijsten | Hitlijsten | Hitlijsten |
| Single                                                           | Verschijnen | Album                                | NL         | NL         | BE (VL)    | BE (VL)    | VK         | VS         |
| Single                                                           | Verschijnen | Album                                | Piek       | Weken      | Piek       | Weken      | Piek       | Piek       |
| ---------------------------------------------------------------- | ----------- | ------------------------------------ | ---------- | ---------- | ---------- | ---------- | ---------- | ---------- |
| Animals                                                          | 17-6-2013   | Gold Skies                           | 3          | 22         | 1 (9 wk)   | 31         | 1          | 21         |
| Wizard (met Jay Hardway)                                         | 2-12-2013   | Gold Skies                           | 13         | 13         | 6          | 11         | 7          | —          |
| Crackin (Martin Garrix Edit, met Bassjackers)                    | 3-2-2014    | —                                    | tip21      |            | —          |            | —          | —          |
| Helicopter (met Firebeatz)                                       | 17-2-2014   | —                                    | —          |            | 33         | 4          | —          | —          |
| Proxy                                                            | 2-7-2014    | Gold Skies                           | tip1       |            | —          |            | —          | —          |
| Tremor (met Dimitri Vegas & Like Mike)                           | 21-4-2014   | Gold Skies                           | 32         | 5          | 3          | 14         | 30         | —          |
| Gold Skies (met Sander van Doorn en DVBBS featuring Aleesia)     | 2-6-2014    | Gold Skies                           | 33         | 3          | tip9       |            | 49         | —          |
| Backlash (Martin Garrix Edit, met DubVision)                     | 7-7-2014    | —                                    | tip5       |            | —          |            | —          | —          |
| Turn Up The Speakers (met Afrojack)                              | 25-8-2014   | —                                    | tip2       |            | 44         | 2          | —          | —          |
| Set Me Free (met Dillon Francis)                                 | 7-10-2014   | Money Sucks, Friends Rule            | —          |            | tip57      |            | —          | —          |
| Virus (How About Now) (met MOTi)                                 | 13-10-2014  | —                                    | 26         | 6          | 34         | 4          | —          | —          |
| Forbidden Voices                                                 | 6-2-2015    | —                                    | 35         | 5          | —          |            | —          | —          |
| Don't Look Down (met Usher)                                      | 17-3-2015   | —                                    | 10         | 22         | 26         | 5          | 9          | —          |
| The Only Way Is Up (met Tiësto)                                  | 4-5-2015    | Club Life: Volume Four New York City | tip2       |            | —          |            | —          | —          |
| Dragon (met Matisse & Sadko)                                     | 6-7-2015    | Break Through The Silence            | —          |            | tip55      |            | —          | —          |
| Break Through The Silence (met Matisse & Sadko)                  | 13-7-2015   | Break Through The Silence            | tip8       |            | tip39      |            | —          | —          |
| Now That I've Found You (featuring John en Michel)               | 11-3-2016   | —                                    | tip1       |            | tip        |            | —          | —          |
| Lions In The Wild (met Third Party)                              | 27-5-2016   | —                                    | tip12      |            | tip        |            | —          | —          |
| In the Name of Love (met Bebe Rexha)                             | 29-7-2016   | —                                    | 3          | 22         | 13         | 23         | 9          | 24         |
| Wiee (met Mesto)                                                 | 15-10-2016  | —                                    | —          |            | tip        |            | —          | —          |
| Sun Is Never Going Down (met Dawn Golden)                        | 16-10-2016  | —                                    | —          |            | tip        |            | —          | —          |
| Scared to Be Lonely (met Dua Lipa)                               | 27-1-2017   | —                                    | 2          | 21         | 10         | 17         | 14         | 76         |
| Byte (met Brooks)                                                | 7-4-2017    | —                                    | tip2       |            | tip        |            | —          | —          |
| There for You (met Troye Sivan)                                  | 26-5-2017   | —                                    | 11         | 17         | 19         | 20         | 40         | 94         |
| Pizza                                                            | 25-8-2017   | —                                    | tip17      |            | tip        |            | —          | —          |
| Forever (met Matisse & Sadko)                                    | 19-10-2017  | —                                    | tip11      |            | tip16      |            | —          | —          |
| So Far Away (met David Guetta featuring Jamie Scott en Romy Dya) | 1-12-2017   | —                                    | 7          | 16         | 39         | 7          | 81         | —          |
| Like I Do (met David Guetta featuring Brooks)                    | 3-3-2018    | —                                    | 13         | 13         | 42         | 7          | —          | —          |
| Ocean (met Khalid)                                               | 16-6-2018   | —                                    | 6          | 15         | 42         | 5          | —          | —          |
| X's (met CMC$ en Icona Pop)                                      | 10-8-2018   | —                                    | tip14      |            | —          |            | —          | —          |
| High on Life (met Bonn)                                          | 2-9-2018    | —                                    | 12         | 23         | tip1       |            | —          | —          |
| Burn Out (met Justin Mylo & Dewain Whitmore)                     | 4-10-2018   | —                                    | tip6       |            | tip        |            | —          | —          |
| Dreamer (met Mike Yung)                                          | 10-11-2018  | —                                    | 28         | 6          | tip17      |            | —          | —          |
| Glitch (met Julian Jordan)                                       | 22-12-2018  | —                                    | tip16      |            | —          |            | —          | —          |
| No Sleep (met Bonn)                                              | 22-12-2018  | —                                    | 16         | 20         | 41         | 10         |            | —          |
| Mistaken (met Matisse & Sadko & Alex Aris)                       | 01-04-2019  | —                                    | —          |            | tip        |            | —          | —          |
| Summer Days (met Macklemore & Patrick Stump)                     | 26-4-2019   | —                                    | 15         | 14         | 19         | 18         | —          | —          |
| These Are the Times (met JRM)                                    | 18-7-2019   | —                                    | 26         | 8          | tip        |            | —          | —          |
| Home (met Bonn)                                                  | 16-8-2019   | —                                    | 21         | 10         | —          |            | —          | —          |
| Used to Love (met Dean Lewis)                                    | 31-10-2019  | —                                    | 9          | 20         | 25         | 21         | —          | —          |
| Hold On (met Matisse & Sadko & Michel Zitron)                    | 27-12-2019  | —                                    | tip15      |            | —          |            | —          | —          |
| Drown (met Clinton Kane)                                         | 27-2-2020   | —                                    | 18         | 22         | tip33      |            | —          | —          |
| Higher Ground (met John Martin)                                  | 15-5-2020   | —                                    | 24         | 17         | tip1       |            | —          | —          |
| Fire (met Elderbrook)                                            | 4-9-2020    | —                                    | tip16      |            | tip        |            | —          | —          |
| Alive (met Citadelle)                                            | 17-12-2020  | —                                    | —          |            | tip        |            | —          | —          |
| Pressure (met Tove Lo)                                           | 5-2-2021    | —                                    | 25         | 6          | tip16      |            | —          | —          |
| We Are the People (met Bono en The Edge)                         | 15-5-2021   | —                                    | 2          | 17         | 6          | 16         | —          | —          |
| Love Runs Out (met G-Easy en Sasha Alex Sloan)                   | 6-8-2021    | —                                    | tip1       |            | —          |            | —          | —          |
| Diamonds (met Julian Jordan en Tinie Tempah)                     | 8-10-2021   | —                                    | tip26      | 2          | —          |            | —          | —          |
| Won't Let You Go (met Matisse & Sadko en John Martin)            | 10-12-2021  | —                                    | 33         | 7          |            | —          | —          |            |
| If We'll Ever Be Remembered (met Shaun Farrugia)                 | 29-4-2022   | —                                    | tip23      | 3          | —          |            | —          | —          |
| Loop (met Dallask en Sasha Alex Sloan)                           | 15-7-2022   | —                                    | tip25      | 3          | —          |            | —          | —          |
| Hero (met Jvke)                                                  | 8-12-2022   | —                                    | 21         | 11         | —          |            | —          | —          |
| Hurricane (met Sentinel en Bonn)                                 | 2-6-2023    | —                                    | tip14      | 4          | —          |            | —          | —          |
| Real Love (met Ilyosio)                                          | 22-9-2023   | —                                    | tip2       | 10         | —          |            | —          | —          |
| Carry You (met Third Party, Oaks en Declan J. Donovan)           | 16-2-2024   | —                                    | tip15      | 6          | —          |            | —          | —          |
| Smile (met Carolina Liar)                                        | 19-7-2024   | —                                    | 25         | 14         | —          |            | —          | —          |
| Told You So (met Jex)                                            | 22-11-2024  | —                                    | 5          | 23         |            | —          | —          |            |
| Mad (met Lauv)                                                   | 27-05-2025  | —                                    | 33         | 5          | 43         | 5          | —          |            |

### NPO Radio 2 Top 2000
| Nummers met noteringen in de NPO Radio 2 Top 2000 | '16 | '17  | '18  | '19  | '20  | '21  | '22  | '23  | '24  |
| ------------------------------------------------- | --- | ---- | ---- | ---- | ---- | ---- | ---- | ---- | ---- |
| Animals                                           | 962 | 1171 | 977  | 1064 | 1358 | 1369 | 1701 | 1767 | 1716 |
| High on Life (met Bonn)                           | ×   | ×    | -    | 1383 | 1949 | -    | -    | -    | -    |
| In the Name of Love (met Bebe Rexha)              | -   | 1799 | 1835 | -    | -    | -    | -    | -    | -    |
| Scared to Be Lonely (met Dua Lipa)                | ×   | -    | 1471 | -    | -    | -    | -    | -    | -    |

1. ↑  Een '-' betekent dat het nummer niet was genoteerd, een '×' betekent dat het nummer nog niet was uitgebracht en een vetgedrukt getal geeft de hoogste notering van een nummer aan.
2. ↑  2016 was het eerste jaar met een notering voor Martin Garrix.

## Boek
Op 23 augustus 2018 plaatste Garrix een foto van de kaft van zijn aankomende boek 'MARTIN GARRIX LIFE = CRAZY', met foto's van zijn carrière en privéleven. De foto's in het boek zijn gemaakt door Louis van Baar, een fotograaf die hem vaak vergezelt. Het boek werd uitgebracht in oktober 2018.

## Discografie

### Singles
2011
- Sleazy Stereo - La Bomba (Martin Garrix & Funk D Bootleg)
- Rick Ross - Hustlin' (Martin Garrix & Novaro Deux Bootleg)
- Enrique Iglesias - Tonight (Martin Garrix Bootleg)

2012
- Christina Aguilera - Your Body (Martin Garrix Remix)
- Roy Gates - Midnight Sun 2.0 (Martin Garrix Remix) [Spinnin' Records]
- Julian Jordan and Martin Garrix - BFAM (Spinnin' Records)
- Martin Garrix and Sleazy Stereo - ITSA (Crowd Control)
- Martin Garrix - Keygen (Spinnin' Records)
- Martin Garrix and Jay Hardway - Registration Code (Spinnin' Records)

2013
- Maximo & Nick Vathorst - Intoxicated (Martin Garrix Remix)
- Martin Garrix - Animals (Victor Niglio & Martin Garrix Festival Trap Mix) [Spinnin' Records]
- Daddy's Groove - Stellar (Martin Garrix Remix) [Spinnin' Records]
- Dimitri Vegas & Like Mike vs. Sander van Doorn - Project T (Martin Garrix Remix) [Spinnin' Records]
- Sidney Samson and Martin Garrix - Torrent (Musical Freedom Records)
- Martin Garrix and Jay Hardway - Error 404 (DOORN Records)
- Martin Garrix and TV Noise - Just Some Loops (Spinnin' Records)
- Martin Garrix - Animals (Spinnin' Records)
- Martin Garrix and Jay Hardway - Wizard (Spinnin' Records)

2014
- Bassjackers - Crackin (Martin Garrix Edit) [Spinnin' Records]
- DubVision - Backlash (Martin Garrix Edit) [Spinnin' Records]
- Martin Garrix and Firebeatz - Helicopter (Spinnin' Records)
- Dimitri Vegas, Martin Garrix and Like Mike - Tremor (Sensation 2014 Anthem) (Spinnin' Records)
- Sander van Doorn, Martin Garrix and DVBBS featuring Aleesia - Gold Skies (Spinnin' Records)
- Martin Garrix - Proxy (Spinnin' Records) (Free Download)
- Afrojack and Martin Garrix - Turn Up The Speakers (Spinnin' Records)
- Martin Garrix and MOTi - Virus (How About Now) (Spinnin' Records)
- Dillon Francis and Martin Garrix - Set Me Free (Mad Decent Records)

2015
- The Weeknd - Can't Feel My Face (Martin Garrix Remix)
- Martin Garrix - Forbidden Voices (Spinnin' Records)
- Martin Garrix feat Usher - Don't Look Down (Spinnin' Records)
- Martin Garrix & Tiësto - The Only Way Is Up (Musical Freedom)
- Avicii - Waiting for Love (als co-producer)
- Martin Garrix vs Matisse & Sadko - Dragon (Spinnin' Records)
- Martin Garrix vs Matisse & Sadko - Break Through the Silence (Spinnin' Records)
- Martin Garrix - Poison (Free Download)
- Martin Garrix ft. Justin Mylo & Mesto - Bouncybob

2016
- Martin Garrix ft. John & Michel - Now that I've Found You (STMPD RCRDS)
- Martin Garrix & Third Party - Lions in the Wild (STMPD RCRDS)
- Martin Garrix - Oops (STMPD RCRDS)
- Martin Garrix & Bebe Rexha - In the Name of Love (STMPD RCRDS)
- Martin Garrix & Mesto - WIEE (STMPD RCRDS)
- Martin Garrix ft. Dawn Golden - Sun Is Never Going Down (STMPD RCRDS)
- Martin Garrix & Jay Hardway - Spotless (STMPD RCRDS)
- Martin Garrix ft. The Federal Empire - Hold On & Believe (STMPD RCRDS)
- Martin Garrix & Julian Jordan - Welcome (STMPD RCRDS)
- Martin Garrix & Matisse & Sadko - Together (STMPD RCRDS)
- Martin Garrix & Florian Picasso - Make Up Your Mind (STMPD RCRDS)

2017
- Martin Garrix & Dua Lipa - Scared to Be Lonely (STMPD RCRDS)
- Martin Garrix & Brooks - Byte (STMPD RCRDS)
- Martin Garrix & Troye Sivan - There For You (STMPD RCRDS)
- Martin Garrix - Pizza (STMPD RCRDS)
- Martin Garrix & Matisse & Sadko - Forever (STMPD RCRDS)
- Martin Garrix & David Guetta - So Far Away (ft. Jamie Scott & Romy Dya) (STMPD RCRDS)

2018
- David Guetta, Martin Garrix & Brooks - Like I Do (What A Music Ltd)
- Martin Garrix & LOOPERS - Game Over (STMPD RCRDS)
- Martin Garrix ft. Khalid - Ocean (STMPD RCRDS)
- Martin Garrix feat. Bonn - High On Life (STMPD RCRDS)
- Martin Garrix & Justin Mylo feat. Dewain Whitmore - Burn Out (STMPD RCRDS)
- Martin Garrix & Blinders - Breach (Walk Alone) (STMPD RCRDS)
- Martin Garrix - Yottabyte (STMPD RCRDS)
- Martin Garrix & Dyro - Latency (STMPD RCRDS)
- Martin Garrix - Access (STMPD RCRDS)
- Martin Garrix & Pierce Fulton ft. Mike Shinoda - Waiting for Tomorrow (STMPD RCRDS)
- Martin Garrix feat. Mike Yung - Dreamer (STMPD RCRDS)
- Martin Garrix & Julian Jordan - Glitch (STMPD RCRDS)

2019
- Martin Garrix feat. Bonn - No Sleep (STMPD RCRDS)
- Martin Garrix, Matisse & Sadko ft. Alex Aris - Mistaken (STMPD RCRDS)
- Martin Garrix feat. Macklemore & Patrick Stump - Summer Days (STMPD RCRDS)
- Martin Garrix ft. JRM - These Are the Times (STMPD RCRDS)
- Martin Garrix feat. Bonn - Home (STMPD RCRDS)
- Martin Garrix feat. Dean Lewis - Used to Love (STMPD RCRDS)
- Martin Garrix, Matisse & Sadko feat. Michel Zitron - Hold On (STMPD RCRDS)

2020
- Martin Garrix feat. Dean Lewis - Used to Love (Acoustic Version)
- Martin Garrix feat. Clinton Kane - Drown
- Martin Garrix feat. John Martin - Higher Ground

2021
- Martin Garrix feat. Tove Lo - Pressure
- Martin Garrix feat. Bono & The Edge - We Are The People
- Martin Garrix feat. Bono & The Edge - We Are The People (Martin Garrix Remix)
- Martin Garrix feat. G-Eazy & Sasha Sloan - Love Runs Out
- Martin Garrix, Julian Jordan feat. Tinie Tempah - Diamonds
- Martin Garrix, Matisse & Sadko feat. John Martin - Won’t Let You Go

### Als zijn alias "GRX"
2013
- Bassjackers & GRX - Gamer [Spinnin' Records]

2014
- Shermanology & GRX - Can't You See [Spinnin' Records]
- Yellow Claw, Cesqeaux & GRX - Psycho

2017
- Brooks & GRX - Boomerang [STMPD Records]

2018
- CMC$ & GRX Feat. Icona Pop - X's [STMPD Records]

2020
- Florian Picasso & GRX - Restart Your Heart [STMPD Records]

2021
- Florian Picasso & GRX - Far Away [STMPD RCRDS]

### Als zijn alias "AREA21" (met Maejor)
2016
- AREA21 - Spaceships [STMPD RCRDS]
- AREA21 - Girls [STMPD RCRDS]

2017
- AREA21 - We Did It [STMPD RCRDS]
- AREA21 - Glad You Came [STMPD RCRDS]

2018
- AREA21 - Happy [STMPD RCRDS]

2019
- AREA21 - HELP [STMPD RCRDS]

2021
- AREA21 - La La La [STMPD RCRDS]
- AREA21 - Pogo [STMPD RCRDS]
- AREA21 - Mona Lisa [STMPD RCRDS]
- AREA21 - Lovin' Every Minute [STMPD RCRDS]
- AREA21 - Followers [STMPD RCRDS]
- AREA21 - Own The Night [STMPD RCRDS]

Als zijn alias "YTRAM"
- YTRAM - Make You Mine
- YTRAM, Elderbrook - Fire
- YTRAM, Citadelle - Alive

## Filmografie
| Titel            | Jaar | Rol      | Opmerkingen                                                           | Referentie |
| ---------------- | ---- | -------- | --------------------------------------------------------------------- | ---------- |
| NCIS: Ibiza      | 2015 | Zichzelf | Korte komische film van Funny or Die                                  | [ 20 ]     |
| The Ride         | 2016 | Zichzelf | Documentaire van MTV                                                  | [ 21 ]     |
| What We Started  | 2017 | Zichzelf | Documentaire                                                          | [ 22 ]     |
| Het Jachtseizoen | 2021 | Zichzelf | Online-televisieserie van StukTV. Werd na 3 uur en 55 minuten gepakt. |            |

## Privéleven
Garritsen had een relatie met Nederlands model Charelle Schriek van 2016 tot 2019.

## Trivia
- Garritsen koppelde drummer Bram van den Berg aan de wereldberoemde Ierse band U2 als invaller voor hun vaste drummer Larry Mullen jr. die een operatie moest ondergaan. Van den Berg trad met hen op, in het najaar van 2023, in het futuristische theater The Sphere in Las Vegas.[24]